# Fran Mérida
Francisco Mérida Pérez (Barcelona, 4 de marzo de 1990), conocido como Fran Mérida, es un exfutbolista español que jugaba de centrocampista.

## Trayectoria

### Inicios
Mérida entró en los equipos inferiores del FC Barcelona con 8 años, pero dejó el club en septiembre de 2005 y se marchó al Arsenal sin recibir su equipo anterior ninguna compensación económica, tal y como sucedió anteriormente con Cesc Fàbregas, ya que ninguno de los dos había firmado contrato profesional con el club catalán.
El 9 de octubre de 2007, Mérida fue obligado por los juzgados a pagar una indemnización de 3,2 millones de euros al FC Barcelona como compensación por no cumplir el acuerdo firmado en un precontrato. La decisión podría haber tenido serias implicaciones en clubes ingleses, donde los jugadores pueden firmar contratos profesionales con 16 años, dos antes que en España.

### Arsenal F. C.

#### Debut
Firmó un contrato profesional con el Arsenal después de cumplir 16 años. Marcó su primer gol en su debut con el Arsenal en un amistoso contra el Boreham Wood F.C. en agosto de 2006. Su debut en partido oficial con el primer equipo llegó el 25 de septiembre de 2007, cuando salió al campo como sustituto en el minuto 91 durante la victoria del Arsenal sobre el Newcastle por 2-0. A partir de ese partido, Mérida salió al campo en distintas ocasiones, siempre como suplente. 

#### Real Sociedad
El 27 de diciembre de 2007, Iñaki Badiola, el candidato a la presidencia de la Real Sociedad, proclamó que había llegado a un acuerdo de préstamo con el Arsenal para ceder a Mérida hasta final de año en la Segunda División durante la temporada 2007-08. Badiola fue elegido presidente el 4 de enero y la cesión de Mérida se confirmó cuatro días después. Mérida comentó que "aportaría su granito de arena para intentar ascender".

#### Vuelta a Londres
El 3 de abril de 2008, Fran Mérida firmó con el Arsenal un contrato hasta el 30 de junio de 2010. Arsène Wenger lo describió como "un jugador absolutamente sorprendente", lo que suponía que jugaría un rol importante durante la temporada siguiente. El 5 de enero de 2010, los medios españoles aseguraron que Mérida habría firmado un contrato que le ligaría al Atlético de Madrid por 5 temporadas a partir del 1 de julio de 2010, tras finalizar su actual contrato con el Arsenal inglés.

### Atlético de Madrid
Fran Mérida firmó el contrato con el Atlético de Madrid a principios del 2010 por cuatro temporadas. Al terminar su contrato con el Arsenal el 30 de junio de 2010 tenía permiso para poder firmar por otro club desde enero de ese mismo año. El contrato entró en vigor el 1 de julio y llegó gratis al Atlético de Madrid al quedar libre ese año.
Fran Mérida, aunque criado futbolísticamente en La Masía, es un aficionado atlético de corazón, lo que facilitó su llegada a Madrid. Sus parientes son de ascendencia andaluza y seguidores colchoneros, una tradición familiar que él ha heredado. Por ello usaba la camiseta de Torres como pijama y lucía, cuando era adolescente, un colgante con el escudo de la entidad del Manzanares. En su llegada a Madrid, Fran Mérida expresó su gratitud de recalar en las filas del club colchonero "Esto es un sueño hecho realidad".
Su llegada al Atlético no pudo comenzar mejor pues el 29 de agosto de 2010 consiguió su primer título al imponerse en la Supercopa de Europa al Inter de Milán, campeón de la Champions League, por dos goles a cero. El 16 de diciembre de 2010 consiguió su primer gol en competición europea. Fue el que estableció el empate a uno definitivo en el Bayer Leverkusen - Atlético de Madrid correspondiente al último partido de la fase de grupos de la Europa League. Tras este partido el Atlético fue eliminado de la competición, pues la victoria del Aris de Salónica en su campo, por dos goles a cero frente al Rosenborg, hacía terminar al equipo colchonero en el tercer puesto del grupo, siendo el Bayer Leverkusen y el Aris de Salónica primero y segundo respectivamente. Seis días después, el 22 de diciembre de 2010 disputó el quincuagésimo partido de su carrera -computando los disputados en las distintas competiciones oficiales jugadas con Arsenal, Real Sociedad y Atlético de Madrid- frente al Real Club Deportivo Español en el partido de ida de los octavos de final de la Copa del Rey.

#### Sporting de Braga
El 28 de agosto de 2011 el Atlético de Madrid anunció la cesión de Fran Mérida al Braga durante una temporada. El 24 de septiembre debutó con el Sporting de Braga en el partido correspondiente a la sexta jornada de Liga. Mérida entró al campo en el minuto 87 sustituyendo a Hélder Barbosa y el partido finalizó con una victoria por dos a cero. El 15 de octubre debutó en la Taça de Portugal entrando al campo en el minuto 12 sustituyendo a Imorou en el partido frente al Dezembro correspondiente a la tercera eliminatoria. El 3 de noviembre debutó con el Braga en la Europa League entrando en el minuto 86 al campo en sustitución de Hugo Viana y anotando su primer gol con el Braga en el minuto 90 frente al NK Maribor poniendo el definitivo cinco a uno en el marcador. El 22 de diciembre el entrenador del Braga le comunicó al jugador que no contaba con él de cara a la segunda vuelta de la temporada y que finalizaría su cesión y volvería al Atlético de Madrid. Hasta el final del mercado invernal el Atlético de Madrid analizó las ofertas por el jugador pero finalmente, el 1 de febrero fue inscrito como jugador del Atlético de Madrid.

### Hércules C. F.
El 2 de agosto de 2012 se desvinculó del Atlético de Madrid y fichó por 4 temporadas por el Hércules CF de Alicante. El debut con su nuevo club se produjo el 18 de agosto en la derrota por uno a cero ante el Lugo correspondiente a la primera jornada de Liga. El 11 de septiembre debutó con el Hércules en la Copa del Rey en la derrota y eliminación por dos a cero ante el Sabadell en la segunda ronda. El 8 de octubre anotó su primer gol, de penalti, con la camiseta del Hércules en la derrota por dos a cuatro ante el filial del Real Madrid correspondiente a la octava jornada de Liga.

### Atlético Paranaense
En febrero de 2013 el medio ofensivo llegó a un acuerdo con los dirigentes del Hércules para rescindir su contrato e incorporarse de manera inminente al Atlético Paranaense que había ascendido el año anterior a la Serie A brasileña. En el Hércules disputó 18 partidos de Liga (14 como titular, 1 gol) y 1 de Copa. El 4 de abril de 2013 se produjo el debut con el Atlético Paranaense en la victoria por cero a uno ante el Brasil de Pelotas correspondiente a la Copa de Brasil. Mérida saltó al campo en el minuto 62 sustituyendo a Elías.
Cinco meses y medio después, el 20 de septiembre de 2013, disputó su primer partido de la Liga brasileña y tercero con el Atlético Paranense. Fue el primer partido que disputó como titular y a los 21 minutos anotó su primer gol con el club brasileño. El gol significó el dos a uno e inició la remontada pues el Atlético Paranaense perdía por dos a cero ante el Flamengo y finalizó ganando el partido dos a cuatro. Este gol fue el primero que conseguía un jugador español en la Liga brasileña desde hacía 50 años.
Durante todo 2013 tan solo disputó 10 partidos con el club brasileño la mayoría de ellos como suplente. De los 10 partidos, 6 fueron en la competición liguera en la que el Atlético Paranaense consiguió la clasificación para disputar la Copa Libertadores en 2014. El 30 de enero de 2014, Fran Mérida hizo su debut en dicha competición saltando al campo en el minuto 66 en la derrota frente al Sporting Cristal por dos a uno correspondiente al partido de ida de la primera ronda. En el partido de vuelta, en el que Fran volvió a entrar al campo en el minuto 46, se produjo la victoria del club brasileño por el mismo resultado que en el partido de ida, por lo que la clasificación tuvo que decidirse en la tanda de penaltis. En dicha tanda, el Atlético Paranaense venció por cinco a cuatro anotando Fran Mérida uno de los penaltis. Tras disputar seis partidos de la Copa Libertadores, el 17 de abril fue apartado del equipo de cara al comienzo del campeonato brasileño.

### S. D. Huesca
En agosto de 2014 el Atlético Paranaense decidió no renovar su contrato por lo que la primera mitad de la temporada 2014-15 la pasó sin equipo hasta que en enero de 2015 fichó por la Sociedad Deportiva Huesca que militaba en el grupo 2 de Segunda División B de España luchando por ascender a Segunda División. Marcó el primer gol con el equipo aragonés el 29 de marzo en la victoria por dos a cero ante el Rayo Vallecano B. La Sociedad terminó la temporada como líder del grupo y se enfrentó al Gimnàstic de Tarragona en la semifinal del campeonato. En el partido de ida el encuentro acabó con empate a cero y en el de vuelta el Nástic ganó por tres a uno consiguiendo el equipo catalán el ascenso a Segunda División. Pese a esta derrota el Huesca tuvo una segunda oportunidad de conseguir el ascenso en las eliminatorias con el resto de equipos no campeones. Finalmente, el 28 de junio, venció por dos a cero al Huracán Valencia y consiguió el ascenso a Segunda División. Mérida jugó todos los partidos de promoción, la mayoría como titular salvo en dos que entró desde el banquillo.
Ya en Segunda División, fue pieza clave en la gran temporada de un Huesca, que fue de menos a más, y que consiguió una holgada salvación. Jugó 39 partidos en los que anotó 9 tantos, convirtiéndose de esta forma en el máximo goleador del cuadro oscense.

### C. A. Osasuna y R. C. D. Espanyol
El 21 de julio de 2016 se cerró su incorporación al Club Atlético Osasuna por cuatro temporadas, regresando de esta forma a la Primera División de España. Debutó con su nuevo club en la primera jornada de liga ante el Málaga C. F., entrando como suplente en la segunda mitad y anotando el decisivo gol del empate de su equipo.
El 19 de agosto de 2020 se confirmó su incorporación al Real Club Deportivo Espanyol por dos temporadas y una tercera opcional. Pasados esos dos años abandonó el club después de no ser renovado.

### China y Lugo
Después de varios años en España, decidió volver a jugar en el extranjero y en julio firmó por el Tianjin Jinmen Tiger. Allí estuvo una temporada y media y en enero de 2024 fichó por el C. D. Lugo con un contrato de año y medio. Sin embargo, el siguiente mes de julio acordó su desvinculación y en septiembre anunció la retirada.

## Selección nacional
Mérida fue una de las estrellas del equipo de España sub-17 que ganó el Europeo en 2007.
En julio de 2007 fue convocado también para el Mundial sub-17 en Corea del Sur. El 9 de septiembre jugaron la final contra Nigeria. El partido terminó con empate a cero después de jugarse la prórroga, por tanto, el ganador tuvo que decidirse en la tanda de penaltis. España falló los tres penaltis -siendo Mérida el lanzador del segundo- que lanzó y Nigeria anotó los tres, por lo que fueron los subcampeones del torneo.
Ha sido 4 veces internacional sub-21.

## Clubes
| Club                       | País       | Año       | Partidos | Goles |
| -------------------------- | ---------- | --------- | -------- | ----- |
| Arsenal F. C.              | Inglaterra | 2007-2010 | 7        | 1     |
| Real Sociedad (cedido)     | España     | 2007      | 17       | 1     |
| Atlético de Madrid         | España     | 2010-2012 | 30       | 3     |
| Sporting de Braga (cedido) | Portugal   | 2011      | 5        | 0     |
| Hércules C. F.             | España     | 2012-2013 | 19       | 1     |
| Atlético Paranaense        | Brasil     | 2013-2014 | 16       | 1     |
| S. D. Huesca               | España     | 2015-2016 | 60       | 10    |
| C. A. Osasuna              | España     | 2016-2020 | 110      | 11    |
| R. C. D. Espanyol          | España     | 2020-2022 | 52       | 1     |
| Tianjin Jinmen Tiger       | China      | 2022-2024 | 45       | 5     |
| C. D. Lugo                 | España     | 2024      | 13       | 0     |

## Palmarés

### Títulos nacionales
| Título                     | Club              | País   | Año  |
| -------------------------- | ----------------- | ------ | ---- |
| Segunda División de España | C. A. Osasuna     | España | 2019 |
| Segunda División de España | R. C. D. Espanyol | España | 2021 |

### Títulos internacionales
| Título              | Club (*)            | País    | Año  |
| ------------------- | ------------------- | ------- | ---- |
| Europeo sub-17      | Selección de España | Bélgica | 2007 |
| Supercopa de Europa | Atlético de Madrid  | Mónaco  | 2010 |

(*) Incluyendo la selección.

### Distinciones individuales
| Distinción                                  | Año  |
| ------------------------------------------- | ---- |
| Premio mediocentro de plata de Fútbol Draft | 2007 |
| Premio medio punta de plata de Fútbol Draft | 2008 |
| Premio mediocentro de plata de Fútbol Draft | 2009 |
| Premio mediocentro de oro de Fútbol Draft   | 2010 |